# Ferenc Karinthy

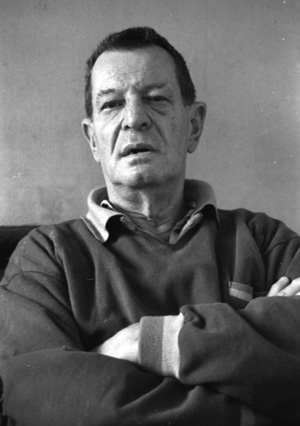
Ferenc Karinthy (1991)

Ferenc Karinthy (geboren 2. Juni 1921 in Budapest; gestorben 29. Februar 1992 ebenda) war ein ungarischer Schriftsteller.

## Leben
Karinthy wurde 1921 als Sohn des Schriftstellers Frigyes Karinthy und der Psychoanalytikerin Aranka Böhm in Budapest geboren. Er studierte zwischen 1941 und 1945 ungarische, italienische und englische Literatur sowie Linguistik an der Péter-Pázmány-Universität in Budapest und schrieb in dieser Zeit auch seine erste Novelle Don Juan éjszakája. 1947 reiste er mit Stipendien nach Frankreich, in die Schweiz und nach Italien. 1949 und 1950 war er Dramaturg am Nationaltheater. Ab 1951 war er Mitarbeiter der Zeitungen Szabad Nép und Magyar Nemzet, 1953 wurde er Dramaturg des Theaters Madách in Budapest und arbeitete dort bis 1956.
Zwischen 1957 und 1960 widmete er sich Übersetzungen von Machiavelli und Molière, sowie von Werken griechischer, englischer, italienischer und deutscher Autoren. Ab 1965 war er als Dramaturg an den Theatern von Miskolc, Szeged und Debrecen, wo er bis 1975 angestellt war.

## Auszeichnungen
- 1948: Baumgarten-Preis
- 1950, 1954, 1974: Attila-József-Preis
- 1955: Kossuth-Preis

## Werke
- Don Juan éjszakája (1943)
- Szellemidézés (1946)
- Budapesti tavasz (1953)

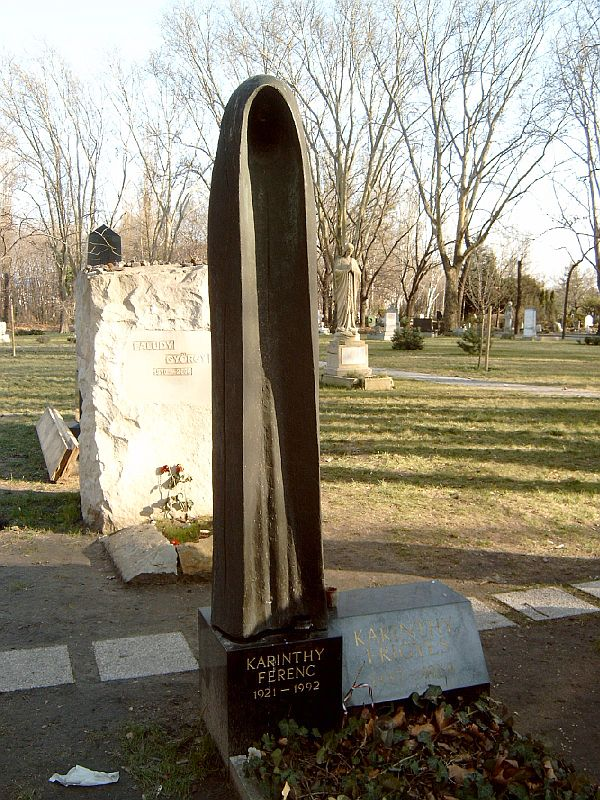
Grabstelle Vater und Sohn auf dem Kerepesi temető

  - Deutsch: Frühling in Budapest. Übersetzt von Fancsy Letsch. Das Neue Berlin, Berlin, 1956.
- Hazai tudósítások (1954)
- Irodalmi történetek (1956)
- Ferencvárosi szív (1959)
- Négykezes (1967)
- Epepe (1970)
- L'age d'or (1972)
  - Deutsch: Das goldene Zeitalter. Übersetzt von György Buda. Mit einem Nachwort von Marion van Renterghem. Schirmer Graf, München 2006, ISBN 3-86555-031-2.
- Harminchárom (1977)
- Napló, 1967–1991 (1994)

Weitere deutsche Übersetzungen:
- Bösendorfer. Übersetzt von Gaspar Soltész. S. Fischer Verlag, Frankfurt am Main 1970.
- Blaue Donau. Übersetzt von Gaspar Soltész. S. Fischer Verlag, Frankfurt am Main 1970.

## Verfilmungen
- 1955: Budapester Frühling (Budapesti tavasz)